# Justine Béhanzin
Justine Béhanzin est une personnalité publique du Dahomey (Bénin), figure de la lutte des femmes pour l'indépendance du Bénin.

## Biographie
Justine Béhanzin est née en 1911 au Dahomey. Elle est la petite-fille du roi Béhanzin de par son père qui est le fils du roi. Très tôt vers les années 1920-1930, son père et ses camarades militants avaient fait d'elle un émissaire transmettant des messages qui étaient publiés dans la voix du Dahomey.

## Vie politique
En 1961 Justine Béhanzin avait refusé le poste de ministre de la santé qui lui avait été proposé par le président Hubert Maga. Appréciant la proposition, elle dit :
J’ai repoussé cette offre car je m’étais assignée une mission essentielle : aider d’abord à la formation des femmes afin qu’elles puissent se rassembler pour parler d’une seule voix. Cet objectif n’étant pas atteint, ce n’était pas encore mon heure…
Le 8 octobre 1963, par décret présidentiel, elle fera partie de la formation de la commission constitutionnelle nationale. En 1964, elle décline aussi l'offre du président Justin Ahomadégbé (1964-1965) qui voulait lui remettre un portefeuille ministériel, estimant que le moment n'était pas encore venu pour elle d'exercer la fonction de ministre.

### Militantisme et activiste
Étant militante dans des organismes syndicaux, Justine Béhanzin met en place avec Sourou Migan Apithy, vers les années 1946, le parti politique PRD dont le but à l'époque est de promouvoir la participation des femmes à la vie politique.

### Témoignages
Justine Béhanzin a fait l'objet de plusieurs témoignages dans un documentaire réalisé sur elle par l'ORTB intitulé le combat d'une femme pour l'indépendance du Dahomey. Dans le reportage, nous pouvons entendre Hubert Maga dire :
D’abord c'est une femme de cœur, une femme dynamique, et ensuite évidemment elle entre en politique. Elle a collaboré avec moi et plusieurs partis politiques parce qu'elle a sa volonté de faire valoir et de faire mieux.

Robert Dossou : 
Non seulement c'est un symbole mais plus qu'un symbole […] Nos années d'études à Victor Ballot dans les années 1950 ont été marquées par la figure de cette dame appelée Justine Béhanzin […] Elle est un modèle pour la jeune génération au plan du travail […] c'est l'une des femmes qui ont donné au pays au travail sa place. 

Isabelle Tévoédjrè :
Combattante et battante absolument ah oui!!

Elle donnait son point de vue. Je la compare un peu à madame Soglo aujourd'hui. Justine Béhanzin était une femme qui donnait son avis. Elle était la cellule de l'avant-garde.

## Distinctions
Promue au rang de Commandeur de l'ordre national du Bénin et Commandeur de l'ordre du Mérite social le 2 août 1970 par le président Apithy, elle refuse les distinctions. Et ce n'est qu'en 1997 sous le régime du président Kérékou qu'elle accepte le grade de Commandeur de l'ordre national du Bénin, à l'age de 96 ans,.